# Середньомозкове ядро трійчастого нерва

Середньомозкове ядро трійчастого нерва

Середньомозкове ядро тірйчастого нерва (лат. nucleus mesencephalicus nervi trigemini) – одне з чутливих ядер трійчастого нерва. Воно розташоване в середньому мозку і складається з первинних чутливих нейронів. Слід зазначити, що це єдині первинні нейрони в ЦНС. За своїм типом – це псевдоуніполярні нейрони, такі ж, як і у трійчастому нерві, тому вважають, що це ядро є частиною трійчастого вузла, яке у своєму розвитку залишається у ЦНС. Ще одна особливість мезенцефального ядра – наявність у його складі електричних синапсів. Ядро сприймає пропріоцептивні подразнення від м'язів. Аксони нейронів прямують в ЦНС, а також до моторного ядра трійчастого нерва; дендрити прямують транзитом через трійчастий вузол і досягають пропріорецепторів.